# Günboğazı
Günboğazı ist ein Dorf (Köy) im Landkreis Pertek der türkischen Provinz Tunceli. Im Jahr 2011 lebten in Günboğazı 160 Menschen.